# Klara Geywitz
Klara Geywitz (Potsdam, 18 febbraio 1976) è una politica tedesca.
Membro del Partito socialdemocratico (SPD), è stata dapprima membro del parlamento statale del Brandeburgo dal 2004 al 2019.
Dall’8 dicembre 2021 al 6 maggio 2025 ha ricoperto la carica di ministro dell'edilizia abitativa, dello sviluppo urbano e dell'edilizia dal 2021, all'interno del governo Scholz.

## Biografia
Geywitz è cresciuta a Seeburg alla periferia di Potsdam come figlia di un'insegnante e di un educatore e inizialmente è andata a scuola a Groß Glienicke. Nel 1990 si è trasferita alla scuola sportiva di Potsdam "Friedrich Ludwig Jahn" e si è diplomata nel 1995. Ha poi studiato scienze politiche presso l'Università di Potsdam, laureandosi nel 2002. Durante questo periodo fu un'impiegata di Steffen Reiche, membro del parlamento statale, uno dei fondatori dell'SPD nel Brandeburgo. Dal 2002 al 2004 è stata consulente per la SPD Brandenburg. Dal 17 agosto 2020 lavora presso la Corte dei conti dello Stato del Brandeburgo come responsabile dell'area di audit.

## Vita privata
Geywitz, protestante, vive a Potsdam con il giornalista Ulrich Deupmann, con il quale ha una figlia e due figli gemelli. I bambini sono stati battezzati da Steffen Reiche, che è anche il padrino del figlio più giovane.